# Igor Himici
Igor Himici (n. 19 februarie 1975) este un jurist și politician din Republica Moldova, deputat în legislatura a XXI-a a Parlamentului Republicii Moldova din partea Partidului „ȘOR”. A înlocuit-o în 2019 pe deputata Maria Albot, în urma deciziei acesteia de a-și depune mandatul.
Igor Himici este licențiat în drept și este de meserie jurist. Este administrator (și asociat 50%) la SRL Hișido. De asemenea, a făcut parte, împreună cu Igor Domracev, din duetul de estradă „Retro”. Cei doi soliști au fost decorați în 2009 cu Titlul onorific „Artist Emerit” de către Președintele Republicii Moldova Vladimir Voronin.

## Activitate politică
Himici a fost consilier în domeniul culturii al fostului primar al municipiului Orhei Ilan Șor. A lucrat în această funcție începând cu februarie 2016 fără a fi remunerat.
La alegerile parlamentare din 2019, Himici a candidat în circumscripția nr. 9 Bălți 1 și s-a clasat pe locul cinci. Nu a devenit deputat nici pe lista națională a Partidului ȘOR, în care a fost inclus pe poziția a zecea. A venit în Parlament în august 2019, în urma depunerii mandatului de către colega sa Maria Albot și a refuzului următorilor doi membri de partid de pe lista națională să o înlocuiască.